# The Switch
The Switch (bra: Coincidências do Amor; prt: A Troca), anteriormente intitulado como The Baster, é um filme de comédia romântica estadunidense de 2010, dirigido por Josh Gordon e Will Speck. Baseado em um roteiro escrito por Allan Loeb, o filme, anteriormente intitulado The Baster, foi inspirado no conto Baster de Jeffrey Eugenides, publicado originalmente em The New Yorker, em 1996. Estrelando Jennifer Aniston e Jason Bateman, que gira em torno de uma produtora de televisão solteira de 40 anos, Kassie Larson, que se volta para a inseminação artificial para engravidar. Depois de se reunir com seu melhor amigo anos mais tarde, ela descobre que ele tinha mantido um segredo dela: Ele substituíu a amostra de esperma preferida com a sua. Ator mirim Thomas Robinson retrata seu filho, enquanto Patrick Wilson, Juliette Lewis e Jeff Goldblum aparecem em papéis de apoio fundamentais.
As filmagens começaram em março de 2009 e terminou em maio de 2009. Re-gravações ocorreram em outubro de 2009. A trama, envolvendo inseminação artificial por doador, tem semelhanças com The Back-up Plan com Jennifer Lopez, que foi filmado em aproximadamente ao mesmo tempo, e seguiu na esteira de Baby Mama com Tina Fey, que envolve barriga de aluguel. Após a liberação, a comédia em geral recebeu críticas mistas por críticos, que elogiaram a sua premissa charmosa e o elenco, mas sentiu que o roteiro era banal e comédia romântica estereotipada. The Switch foi o último filme da Miramax a ser distribuído pela Disney antes que o primeiro foi vendido para Filmyard Holdings em 3 de dezembro de 2010.

## Sinopse
Kassie Singleton (Jennifer Aniston) decide que quer ter um bebê. Apesar das objeções de seu melhor amigo neurótico Wally (Jason Bateman), ela escolhe para fazer sozinha, com os serviços de um atraente e bonito doador de esperma Roland (Patrick Wilson). Wally sempre teve sentimentos por Kassie, mas também como seu amigo (Jeff Goldblum), ele perdeu a oportunidade e colocou-o na "zona de amigo". Mas as coisas não saem como planejado, porque Wally fica bêbado na "festa da inseminação" de Kassie, e acidentalmente derrama o sêmen de Roland e é forçado a substituir pelo seu. Sete anos depois, Kassie retorna com um bonito mas neurótico filho Sebastian (Thomas Robinson). Wally forma uma ligação com este mini-versão de si mesmo, mas a má notícia é que Roland também está entre eles.

## Elenco
- Jennifer Aniston como Kassie Larson
- Jason Bateman como Wally Mars
- Thomas Robinson como Sebastian Larson
- Patrick Wilson como Roland
- Juliette Lewis como Debbie
- Jeff Goldblum como Leonard
- Caroline Dhavernas como Pauline
- Scott Elrod como Declan
- Bryce Robinson como Sebastian Larson
- Diane Sawyer como ela mesma

## Dublagem brasileira
Dubladores
- Kassie: Sandra Mara[10]
- Wally: Nestor Chiesse[10]
- Roland: Felipe Grinnan[10]
- Leonard: Nelson Machado[10]
- Debbie: Angelica Santos[10]
- Sebastian: Matheus Ferreira[10]

## Produção
Aniston revelou nos extras do DVD que ela tinha conhecido Bateman desde que ela tinha 25 anos, e os produtores e diretores manifestaram sua boa química no trabalho em conjunto.

## Lançamento

### Recepção crítica

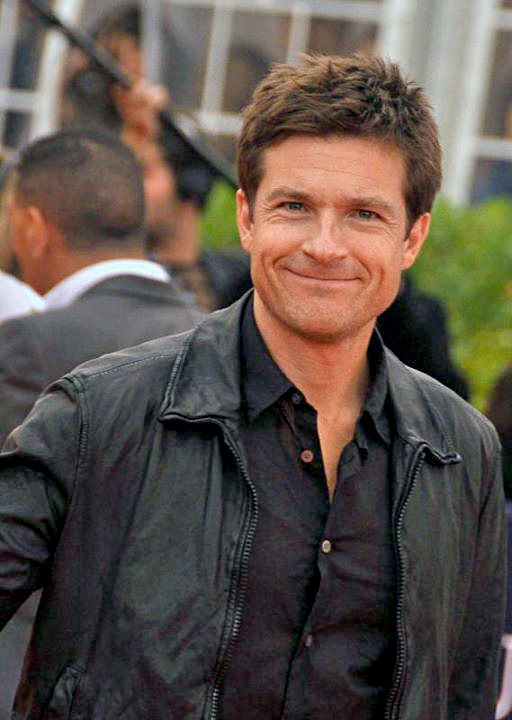
Bateman recebeu críticas positivas por sua interpretação de Wally.

The Switch recebeu críticas mistas dos críticos. Rotten Tomatoes informou que 51% dos críticos deram ao filme uma classificação positiva, baseado em 147 comentários, com uma pontuação média de 5.4/10. Seu consenso afirma "The Switch tem uma premissa interessante e um elenco encantador; Infelizmente, ele também tem um roteiro banal que segue muito perto de fórmulas gastas de comédia romântica". No Metacritic, que utiliza um sistema de classificação normalizado, o filme detém uma classificação de 52/100, com base em 30 avaliações, indicando "críticas mistas ou médias". Aniston foi indicada para o prêmio Framboesa de Ouro de Pior Atriz por sua atuação no filme.
Alexandre Agabiti Fernandez da Folha disse que o filme é raso, que "o principal vetor da ação, Bateman rouba a cena diante de uma Jennifer Aniston insípida e sem o menor potencial cômico. O filme falha ao apresentar personagens rasos, ao não esmiuçar as complexas relações entre Kassie e Wally e seu passado comum. A atuação de Aniston, porém, foi considerada convincente para Suzana Uchôa Itiberê da ISTOÉ Gente, que também elogiou o desempenho de Bateman como o amigo da personagem de Jennifer.
Mesmo que ganhou críticas mistas a mornas da crítica, The Switch provou ser um sucesso financeiro moderado. Orçado em $19 milhões, o filme arrecadou $49,8 milhões de dólares americanos em todo o mundo, 55,7% dos quais vieram de seu funcionamento interno. 91 dias nos cinemas dos Estados Unidos, que abriu em 2,012 cinemas e ficou em sétimo depois de sua semana de estreia, com média de $4,193 dólares por local. Em 18 de janeiro de 2011, Maple Pictures lançou o filme em DVD e Blu-ray no Canadá, enquanto a Lionsgate lançou nos Estados Unidos em 15 de março de 2011. Ele arrecadou $7,7 milhões em vendas de DVD nos EUA.

## Trilha sonora
| Lista de faixas |                                                             |                        |         |  |
| N.º             | Título                                                      | Artista(s)             | Duração |  |
| 1.              | "Títulos de abertura"                                       | Alex Wurman            | 1:54    |  |
| 2.              | "Instant Replay"                                            | Dan Hartman            | 3:25    |  |
| 3.              | "Freakshow on the Dance Floor"                              | The Bar-Kays           | 6:34    |  |
| 4.              | "I Can't Wait"                                              | Nu Shooz               | 3:40    |  |
| 5.              | "The Bomb (These Sounds Fall Into My Mind)" (Pop Radio Mix) | Sunrider               | 2:43    |  |
| 6.              | "Here Comes the Sun"                                        | Fat Larry's Band       | 5:22    |  |
| 7.              | "Pushin' On" (com Alice Russell)                            | Quantic Soul Orchestra | 3:19    |  |
| 8.              | "Little L"                                                  | Jamiroquai             | 3:57    |  |
| 9.              | "Lice"                                                      | Alex Wurman            | 2:49    |  |
| 10.             | "Open Your Heart"                                           | Lavender Diamond       | 3:11    |  |
| 11.             | "Sea Green, See Blue"                                       | Jaymay                 | 6:17    |  |
| 12.             | "Bluebird of Happiness" (Ulrich Schnauss Remix)             | Mojave 3               | 9:56    |  |
| 13.             | "All the Beautiful Things"                                  | Eels                   | 2:22    |  |
| 14.             | "Numbered Days"                                             | Eels                   | 3:42    |  |
| 15.             | "Lovers' Carvings"                                          | Bibio                  | 3:54    |  |